# Atelopus subornatus
La rana arlequín o  sapito arlequín vientre fuego (Atelopus subornatus) es una especie de anfibios de la familia Bufonidae. Es endémica de la Cordillera Oriental de los Andes de Colombia.

## Hábitat
Su hábitat natural incluye bosques nubosos y montanos húmedos asociados a quebradas de lecho pedregoso , entre los 2.000 y 3.020 m de altitud. Se cría en los arroyos. Está amenazada de extinción por la destrucción de hábitat.

## Descripción
La longitud total del cuerpo es de 28 mm en los machos y de 38 mm en las hembras. El dorso es de color castaño rojizo oscuro a sepia, con manchas marrón obscuro; los lados son amarillentos o verdosos, con verrugas. El vientre es de color castaño rojizo o negruzco con manchas naranja y blancas en los machos y amarillo, anaranjado o rojo en las hembras. El cuerpo es relativamente delgado. La cabeza es tan ancha como larga. Los dedos son muy palmados.